# El Puente, San Luis Potosí
El Puente är en ort i Mexiko.   Den ligger i kommunen Santa Catarina och delstaten San Luis Potosí, i den centrala delen av landet, 250 km norr om huvudstaden Mexico City. El Puente ligger 448 meter över havet och antalet invånare är 623.
Terrängen runt El Puente är huvudsakligen kuperad. El Puente ligger nere i en dal. Runt El Puente är det ganska glesbefolkat, med 21 invånare per kvadratkilometer. El Puente är det största samhället i trakten. I omgivningarna runt El Puente växer huvudsakligen savannskog.